# Жеженцин
Жеженцин (пол. Rzeżęcin, нім. Resenschin, 1942–45 Resen) — село в Польщі, у гміні Можещин Тчевського повіту Поморського воєводства.
Населення — 283 особи (2011).
У 1975-1998 роках село належало до Гданського воєводства.

## Демографія
Демографічна структура станом на 31 березня 2011 року:
|          | Загалом | Допрацездатний вік | Працездатний вік | Постпрацездатний вік |
| -------- | ------- | ------------------ | ---------------- | -------------------- |
| Чоловіки | 143     | 33                 | 104              | 6                    |
| Жінки    | 140     | 39                 | 86               | 15                   |
| Разом    | 283     | 72                 | 190              | 21                   |